# 非調和性

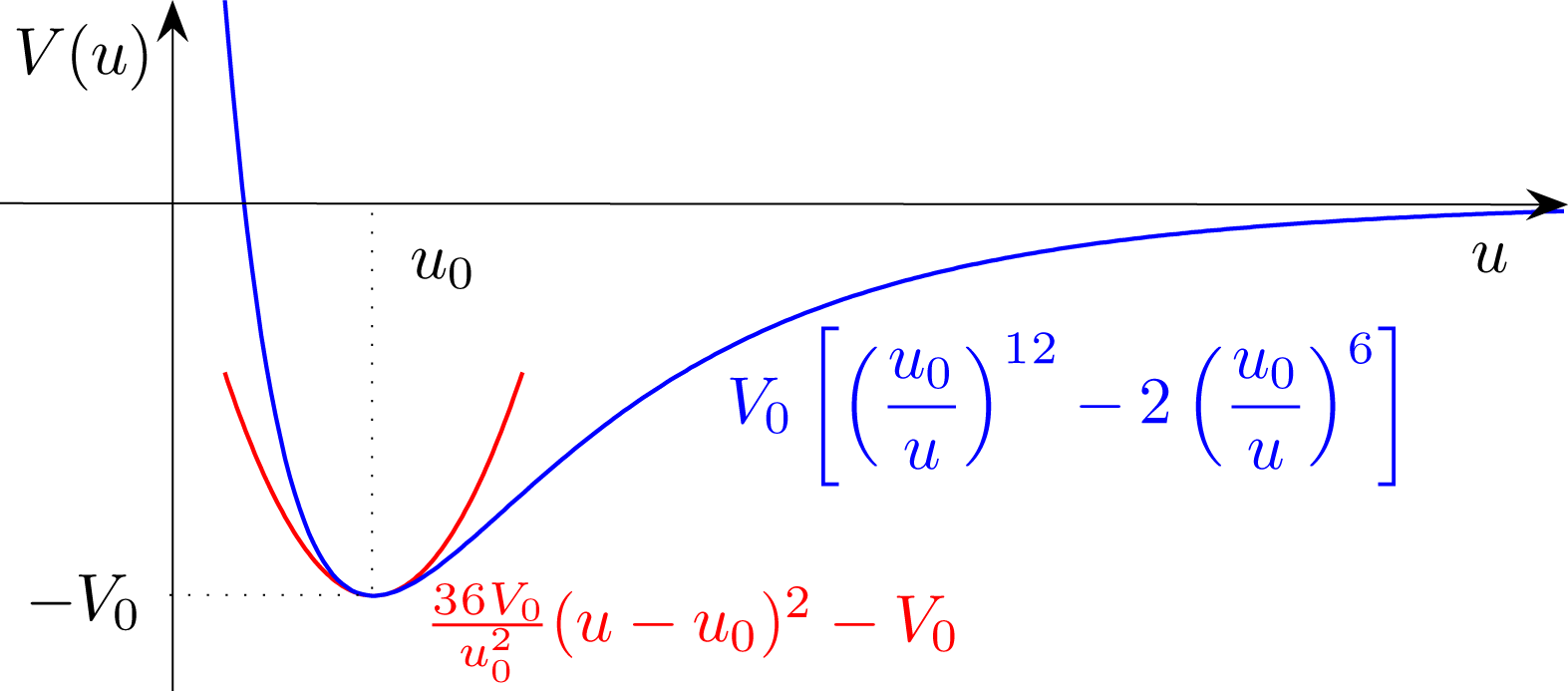
二原子分子のポテンシャルエネルギー（縦軸）と原子間隔（横軸）との関係。原子間隔が近すぎたり遠すぎたりすると、u_{0}に向かって復元力を受ける（ビー玉がくぼみの中を前後に転がっていると想像するとよい）。青い曲線は、分子の実際のポテンシャル井戸に近い関数を表す。赤い曲線は放物線であり、振動が小さい場合は青い曲線の良い近似となっている。赤色の近似では、回復力-V'(u)が変位uに対して線形であるため、分子を調和振動子として扱っている。

古典力学における非調和性（ひちょうわせい、英語: anharmonicity）とは、系の調和振動子からのずれのこと。単振動で振動しない振動子は非調和振動子（英語: anharmonic oscillator）と呼ばれ、系は調和振動子に近似することができ、摂動理論を用いて非調和性を計算することができる。非同調性が大きい場合は、他の数値解析を使用する必要がある。
その結果、{\displaystyle \omega }は振動子の基本周波数とすると、{\displaystyle 2\omega }や{\displaystyle 3\omega }などの振動数をもつ振動子が現れる。
さらに、振動数{\displaystyle \omega }は調和振動子の振動数{\displaystyle \omega _{0}}からずれる。
第一近似では、振動数のシフト{\displaystyle \Delta \omega =\omega -\omega _{0}}は振動子の振幅{\displaystyle A}の二乗に比例する。
{\displaystyle \Delta \omega \propto A^{2}}
{\displaystyle \omega _{\alpha }}, {\displaystyle \omega _{\beta }}, ... の固有振動数をもつ振動子の系では、非調和性により振動数{\displaystyle \omega _{\alpha }\pm \omega _{\beta }}をもつ振動子が得られる。

## 非調和振動子の量子論

### 非調和振動子のエネルギー準位
例として次のようなハミルトニアンで表される非調和振動子を考える。
{\displaystyle H={\frac {p^{2}}{2m}}+{\frac {m\omega ^{2}}{2}}x^{2}+\lambda x^{4}}
非調和項{\displaystyle \lambda x^{4}}が十分に小さい（{\displaystyle \lambda \ll \hbar \omega }）として1次の摂動まで考えると、非調和振動子のエネルギー準位は次のように調和振動子のエネルギー準位からずれる。
{\displaystyle E_{n}\approx \hbar \omega \left(n+{\frac {1}{2}}\right)+\langle n|\lambda x^{4}|n\rangle }
ここで{\displaystyle |n\rangle }は、調和振動子の数演算子の固有状態である。ここで{\displaystyle \langle n|\lambda x^{4}|n\rangle }に{\displaystyle x={\sqrt {\frac {\hbar }{2m\omega }}}(a+a^{\dagger })}を代入すると、生成消滅演算子についての16個の項が得られる。生成消滅演算子の昇降性により、ゼロでない期待値を与えるのは２個の{\displaystyle a}と２個の{\displaystyle a^{\dagger }}を含む項のみである。よってこの項のみを計算すると、次のようになる。よって調和振動子のように等間隔なエネルギー準位ではないことがわかる。
{\displaystyle E_{n}\approx \hbar \omega \left(n+{\frac {1}{2}}\right)+3\lambda \left({\frac {\hbar }{2m\omega }}\right)^{2}(2n^{2}+2n+1)}

### 非調和振動子と粒子像

#### フェルミ粒子の例
全ハミルトニアン{\displaystyle H}が自由状態{\displaystyle H_{0}}と非調和相互作用{\displaystyle H'}の和で表され、それらが2種類のフェルミ粒子の生成消滅演算子{\displaystyle c_{k},d_{k}}で表される場合を考える。
{\displaystyle H=H_{0}+H'}
{\displaystyle H_{0}=\sum _{k}\epsilon _{k}(c_{k}^{\dagger }c_{k}+d_{k}^{\dagger }d_{k})}
{\displaystyle H'=\sum _{k}f_{k}(c_{k}d_{-k}+d_{-k}^{\dagger }d_{-k}^{\dagger })}
この全ハミルトニアン{\displaystyle H}は、ボゴリューボフ変換
{\displaystyle C_{k}=c_{k}\cos \theta _{k}-d_{-k}^{\dagger }\sin \theta _{k}}
{\displaystyle D_{-k}=d_{-k}\cos \theta _{k}+c_{k}^{\dagger }\sin \theta _{k}}
によって次のような対角形になり、固有値を求める事ができる。
{\displaystyle H=\sum _{k}E_{k}(C_{k}^{\dagger }C_{k}+D_{k}^{\dagger }D_{k})+W_{0}}
ここで{\displaystyle E_{k}={\sqrt {\epsilon _{k}^{2}+f_{k}^{2}}}}は各量子のエネルギー、{\displaystyle W_{0}=\sum _{k}(\epsilon _{k}-E_{k})}は系全体のエネルギーの自由状態からのずれである。よって相互作用ハミルトニアンに現れる関数{\displaystyle f_{k}}の大きさに関わらず量子像は保存される。

#### ボース粒子の例
全ハミルトニアンが2種類のボース粒子の生成消滅演算子{\displaystyle a_{k},b_{k}}で表される場合を考える。
{\displaystyle H=H_{0}+H'}
{\displaystyle H_{0}=\sum _{k}\epsilon _{k}(a_{k}^{\dagger }a_{k}+b_{k}^{\dagger }b_{k})}
{\displaystyle H'=\sum _{k}f_{k}(a_{k}b_{-k}+b_{-k}^{\dagger }b_{-k}^{\dagger })}
このとき全ハミルトニアンの非対角項が消えるような変換ができるのは、
{\displaystyle \epsilon _{k}^{2}>f_{k}^{2}}
のときだけである。つまりボース粒子でボゴリューボフ変換が使えるのは相互作用が小さいときのみである。相互作用が大きいときには量子像が壊れるのみならず、エネルギーに下限が無くなり、物理的解釈が困難になる。